# Салехи, Али Акбар
Али Акбар Салехи (перс. علی‌اکبر صالحی‎; род. 1949) — иранский академик и государственный деятель, вице-президент по атомной энергетике, президент Организации по атомной энергии Ирана, бывший представитель в МАГАТЭ, член Высшего совета национальной безопасности Ирана.
Салехи окончил Американский университет в Бейруте и Массачусетский технологический университет.
В 1982—1985 годах возглавлял Технологический университет имени Шарифа в Тегеране.
5 декабря 2009 года был назначен вице-президентом, отвечающим за ядерную программу Ирана.
Возглавляя иранскую Организацию по атомной энергии в период, когда Иран обращал на себя все более пристальное внимание из-за результатов исследований МАГАТЭ, Салехи подвергся финансовым санкциям и ограничениям на въезд в страны Европейского Союза и в Соединённое Королевство.